# أندرياس هانسن (جيولوجي)
أندرياس هانسن (بالنرويجية: Andreas Hansen)‏ (و. 1857 – 1932 م) هو جيولوجي نرويجي، كان عضوًا في الأكاديمية النرويجية للعلوم والآداب، توفي عن عمر يناهز 75 عاماً.